# Maria d'Antiochia
Maria d'Antiochia, detta Xene, nome imperiale (Antiochia di Siria, 1145 – Costantinopoli, 1182), fu Basilissa dei Romei (Imperatrice d'Oriente) in quanto moglie dell'imperatore bizantino Manuele I Comneno ed era figlia di Costanza d'Antiochia e del suo primo marito Raimondo di Poitiers. Ella ebbe un solo figlio, Alessio II Comneno, che succedette al padre nel 1180 per poi morire a 14 anni nel 1183. Maria agì da reggente per il figlio fra il 1180 e il 1182.

## Imperatrice
Maria nacque nel 1145 da Costanza d'Antiochia e Raimondo di Poitiers, questi morì nel 1149 e quattro anni dopo, nel 1153, Costanza si risposò con Rinaldo di Châtillon. Nel 1160 Rinaldo venne preso prigioniero da Maj al-Dīn, il governatore di Aleppo, alleato di Norandino, il governo del Principato d'Antiochia, rimasto vacante andò al fratello di Maria, Boemondo III d'Antiochia, supportato dai nobili che contrastarono il desiderio di Costanza di reclamararlo per sé.
Baldovino III di Gerusalemme nominò Boemondo principe, ma vista la sua giovane età nomino anche un reggente nella persona del ricco e mondano Aimerio di Limoges, patriarca d'Antiochia e antico oppositore di Rinaldo.
Costanza protestò contro questa decisione e portò la questione a Costantinopoli innanzi a Manuele I Comneno che, in quanto imperatore Bizantino, era nominalmente il governatore dell'Antiochia.
Entro la fine del 1159 Berta di Sulzbach, moglie di Manuele, era morta lasciando all'imperatore il desiderio di riprendere moglie, magari una principessa che provenisse da uno degli stati crociati. Alcuni funzionari, come l'interprete Teofillato e l'Akolouthos dei Variaghi Basilio Camatero furono mandati a Gerusalemme per cercare una candidata idonea e due ragazze, Maria e Melisenda di Tripoli, figlia di Raimondo II di Tripoli e Hodierna di Tripoli furono presentate come candidate.
Entrambe erano note per la loro bellezza, ma secondo lo storico Giovanni Cinnamo Maria delle due era la più bella, la sua altezza unita ai capelli biondi tradivano infatti le origini normanne per parte paterna che era di stirpe aquitana.
Baldovino spinse perché Manuele sposasse Melisenda, suo padre si ingegnò per mettere insieme una dote di tutto rispetto e sia sua madre che sua zia Melisenda di Gerusalemme gli spedirono doni generosi.
Gli ambasciatori tuttavia non si ritennero soddisfatti e ritardarono il matrimonio per oltre un anno forse perché avevano udito dei pettegolezzi che sussurravano che Melisenda non fosse davvero la figlia di Raimondo. Alla fine Manuele scelse di sposare Maria, Raimondo si risentì per quest'affronto e per rappresaglia attaccò Cipro.
Nel frattempo una delegazione imperiale capitanata da Alessio Briennio Comneno e dal prefetto di Costantinopoli Ioannes Camatero si recarono ad Antiochia per negoziare le nozze, Maria alla fine partì nel settembre 1161 e il matrimonio ebbe luogo il 24 dicembre ad Hagia Sophia. La cerimonia venne celebrata da Luca Crisoberge, Patriarca di Costantinopoli, Sofronio, Patriarca di Alessandria e Athanasios, Patriarca d'Antiochia. L'evento venne celebrato con banchetti, donazioni alla chiesa e corse dei carri, ma soprattutto ebbe il potere di rafforzare i legami fra l'Antiochia e l'impero Bizantino. Anche sua madre Costanza ne venne beneficiata, infatti alla fine ottenne la reggenza del suo principato.
Per molti anni il matrimonio di Manuele e Maria si dimostrò sterile, nel 1166 perse un bambino un evento che venne considerato alla stregua di una tragedia sia da suo marito che dal popolo e solo nel 1169 Maria partorì il suo unico figlio, un maschio, che venne chiamato Alessio.
Maria giocò un certo ruolo nella politica del paese, di madre lingua francese per parte di padre era in grado di scoprire gli inganni perpetrati dall'interprete di corte che Manuele provvide ad accecare per punizione.

## Vedova
Manuele morì nel 1180 e Maria divenne una suora con il nome di Xene, anche se in realtà agì da reggente per il figlio di soli undici anni. Nonostante fosse almeno in teoria una religiosa ella aveva diversi e ambiziosi corteggiatori fra i quali scelse il Sebastos e Protovestiario Alexios, nipote di Manuele e zio di Maria Comnena di Gerusalemme, quale consigliere ed amante causando grande scandalo fra la popolazione. La reggenza di Maria fu per altro estremamente osteggiata perché considerata incompetente e fra i principali avversari poteva contare la figliastra Maria Comnena e suo marito Ranieri del Monferrato. Maria Comnena, in quanto primogenita di primo letto di Manuele, poteva essere considerata quasi un'erede legittima ed era per altro di poco più giovane della matrigna e, decisi a prenderne il posto, usarono Hagia Sophia come loro base.
Alexios reagì arrestando il patriarca e quest'azione non ebbe altro risultato che quello di aizzare le rivolte per le strade.

## La morte
Il cugino di Manuele, Andronico I Comneno, che era stato esiliato nel 1168, fu richiamato da Maria Comnena ed arrivò marciando su Costantinopoli nel 1182, il suo arrivo generò un'ondata di festeggiamenti nella popolazione che purtroppo degenerarono in quello che viene ricordato come il Massacro dei Latini avvenuto nel mese di maggio. Le vittime principali furono mercanti veneziani e genovesi da lungo tempo in disaccordo con i mercanti locali che poco gradivano gli italiani sia per il loro predominio, che danneggiava il mercato locale, sia per le differenze religiose che li dividevano. Poco dopo aver preso il controllo di Costantinopoli sia Maria Comnena che il marito morirono improvvisamente, forse avvelenati si dice proprio per mano di Andronico, mentre Maria venne tratta in arresto e portata presso il monastero di San Diomede o nei suoi pressi.
Ella cercò aiuto nel cognato Béla III d'Ungheria, ma senza successo.
Andronico ottenne da Alessio l'ordine di far giustiziare sua madre e ordinò a suo figlio Manuele Comneno di eseguire, ma egli rifiutò, secondo la tradizione Maria venne quindi uccisa per mano dell'Hetaireia Constantine Tripsychos e dall'Eunuco Pterygeonites che la strangolarono per poi seppellirla in una tomba senza nome non lontano dal mare. Altre versioni circolano sulla sua morte e una di esse vuole che sia stata chiusa in un sacco ed annegata.
Dopo la morte di Maria Andronico si nominò co-imperatore, ma nemmeno un anno dopo fece uccidere Alessio prendendo quindi la corona per sé.

## Ascendenza
|                          |                        |                             | Genitori               |  |  | Nonni |  |  | Bisnonni                   |  |  | Trisnonni                |  |
|                          |                        |                             |                        |  |  |       |  |  | Guglielmo VIII d'Aquitania |  |  | Guglielmo V di Aquitania |  |
|                          |                        |                             |                        |  |  |       |  |  | Guglielmo VIII d'Aquitania |  |  | Guglielmo V di Aquitania |  |
|                          |                        | Agnese di Borgogna          |                        |  |  |       |  |  | Guglielmo VIII d'Aquitania |  |  |                          |  |
| Guglielmo IX d'Aquitania |                        |                             |                        |  |  |       |  |  | Guglielmo VIII d'Aquitania |  |  |                          |  |
|                          |                        | Hildegarda di Borgogna      | Roberto I di Borgogna  |  |  |       |  |  |                            |  |  |                          |  |
|                          |                        | Hildegarda di Borgogna      | Roberto I di Borgogna  |  |  |       |  |  |                            |  |  |                          |  |
|                          |                        | Hildegarda di Borgogna      | Ermengarda d'Angiò     |  |  |       |  |  |                            |  |  |                          |  |
| Raimondo di Poitiers     |                        | Hildegarda di Borgogna      |                        |  |  |       |  |  |                            |  |  |                          |  |
|                          |                        | Guglielmo IV di Tolosa      | Ponzio II di Tolosa    |  |  |       |  |  |                            |  |  |                          |  |
|                          |                        | Guglielmo IV di Tolosa      | Ponzio II di Tolosa    |  |  |       |  |  |                            |  |  |                          |  |
|                          |                        | Guglielmo IV di Tolosa      | Almodis de La Marche   |  |  |       |  |  |                            |  |  |                          |  |
| Filippa di Tolosa        |                        | Guglielmo IV di Tolosa      |                        |  |  |       |  |  |                            |  |  |                          |  |
|                          |                        | Emma di Mortain             | Roberto di Mortain     |  |  |       |  |  |                            |  |  |                          |  |
|                          |                        | Emma di Mortain             | Roberto di Mortain     |  |  |       |  |  |                            |  |  |                          |  |
|                          |                        | Emma di Mortain             | Matilde di Montgomery  |  |  |       |  |  |                            |  |  |                          |  |
| Maria d'Antiochia        |                        | Emma di Mortain             |                        |  |  |       |  |  |                            |  |  |                          |  |
|                          | Boemondo I d'Antiochia | Roberto il Guiscardo        |                        |  |  |       |  |  |                            |  |  |                          |  |
|                          | Boemondo I d'Antiochia | Roberto il Guiscardo        |                        |  |  |       |  |  |                            |  |  |                          |  |
|                          | Boemondo I d'Antiochia | Alberada di Buonalbergo     |                        |  |  |       |  |  |                            |  |  |                          |  |
| Boemondo II d'Antiochia  | Boemondo I d'Antiochia |                             |                        |  |  |       |  |  |                            |  |  |                          |  |
|                          |                        | Costanza di Francia         | Filippo I di Francia   |  |  |       |  |  |                            |  |  |                          |  |
|                          |                        | Costanza di Francia         | Filippo I di Francia   |  |  |       |  |  |                            |  |  |                          |  |
|                          |                        | Costanza di Francia         | Berta d'Olanda         |  |  |       |  |  |                            |  |  |                          |  |
| Costanza d'Antiochia     |                        | Costanza di Francia         |                        |  |  |       |  |  |                            |  |  |                          |  |
|                          |                        | Baldovino II di Gerusalemme | Ugo I di Rethel        |  |  |       |  |  |                            |  |  |                          |  |
|                          |                        | Baldovino II di Gerusalemme | Ugo I di Rethel        |  |  |       |  |  |                            |  |  |                          |  |
|                          |                        | Baldovino II di Gerusalemme | Melisenda di Montlhéry |  |  |       |  |  |                            |  |  |                          |  |
| Alice di Antiochia       |                        | Baldovino II di Gerusalemme |                        |  |  |       |  |  |                            |  |  |                          |  |
|                          |                        | Morfia di Melitene          | Gabriele di Melitene   |  |  |       |  |  |                            |  |  |                          |  |
|                          |                        | Morfia di Melitene          | Gabriele di Melitene   |  |  |       |  |  |                            |  |  |                          |  |
|                          |                        | Morfia di Melitene          | …                      |  |  |       |  |  |                            |  |  |                          |  |
|                          |                        | Morfia di Melitene          |                        |  |  |       |  |  |                            |  |  |                          |  |